# Konstantin Dumba

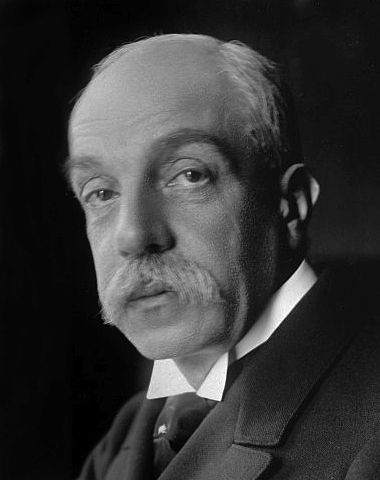
Konstantin Dumba.

Konstantin Theodor Dumba, född den 17 juni 1856 i Wien, död den 6 januari 1947 i Bodensdorf i kommunen Steindorf am Ossiacher See, Kärnten, var en  österrikisk diplomat.
Dumba inträdde efter juridiska studier i Wien och Paris 1879 på diplomatbanan och var 1909–12 österrikisk-ungersk envoyé i Stockholm. Han blev i april 1913 ambassadör i Washington, D.C. och invecklades 1915 i stämplingar för desorganisering av den amerikanska ammunitionstillverkning, som då, medan Förenta staterna ännu officiellt var neutrala i Första världskriget, livligt pågick för de allierades räkning. Med stöd av några påträffade, för Dumba komprometterande, papper begärde amerikanska regeringen hans återkallande. På order hemifrån lämnade Dumba den 5 oktober samma år Amerika.